# 定量分析
定量分析（ていりょうぶんせき、quantitative analysis）とは、試料中にある成分量を決定するために実施する化学分析である。試料中の成分が未知である場合は、定量分析に先立って定性分析を実施する。
古典的には成分の重量を測定する重量分析〈じゅうりょうぶんせき、gravimetric analysis〉、容量を測定する容量分析〈ようりょうぶんせき、volumetric analysis〉、化学変化による色調変化を比較測定する比色分析〈ひしょくぶんせき、colorimetric analysis〉の3つの分析方法に分類される。前二者は物理的な物理量を直接測定し物質量を決定するが、比色分析は予め、含量を精密に決定した基準試料〈きじゅんしりょう、authentic sample〉を複数用意して化学変化の度合を未知試料と比較して間接的に決定する。
重量分析では、測定に先立って成分の分離を行い、その後質量を計測する必要がある。たとえば、試料中の塩化物イオンを硝酸銀を加えて塩化銀としてすべて沈澱させ、生成した塩化銀を濾過で分離捕集して乾燥重量を測定する。あるいは元素分析では炭素、水素、窒素量は重量分析で決定する。
容量分析は分離精製した気体の体積測定も含まれるが、通常は滴定法による滴下した容量を測定することを意味する。すなわち、滴下容量は試料中の成分の当量に比例するので、容量から当量を換算して成分量を決定する。
今日の機器分析では色調以外にも、電気，光学的強度，磁気，熱，放射能など多彩な物理量を測定することで定量分析が可能であるが、それらも比色分析同様に基準試料の応答と比較することで間接的に物質量を決定する。測定する物理変化量と物質量の間に、線形なグラフが成立する場合は検量線により、基準試料の空隙を補完することで精密に定量することが可能である。
今日では成分分離に高速液体クロマトグラフィー法を量測定に各測定器を組み合わせた分析機器が定量分析用機器の主流になっている。

## 純度
定量分析により決定した主成分の試料中に占める割合を純度〈じゅんど、 purity〉と呼ぶ。通常、純度は重量比で示されるが、利用目的によっては重量の代わりに容量で比を取る場合がある。そのため、主成分あるいは全試料の測定方法を示す符号を純度とともに併記する場合もある。
| 符号 | 主成分の測定量 | 全試料の測定量 | 備考                                      |
| ---- | -------------- | -------------- | ----------------------------------------- |
| W/W  | 重量           | 重量           | 測定量無表示の場合は、通常W/Wを意味する。 |
| W/V  | 重量           | 容量           | 滴定用基準試料によく用いられる。          |
| V/V  | 容量           | 容量           | 気体以外はほとんど用いられない。          |
| V/W  | 容量           | 重量           | 極めて稀。                                |